# Václav Širc
Václav Širc (4. prosince 1919, České Dorohostaje – 14. srpna 2002, Praha) byl historik Volyňských Čechů.
Narodil se na Volyni, kde také vstoupil do odbojové organizace Blaník a pak jako dobrovolník do 1. čs. armádního sboru pod vedením podplukovníka Ludvíka Svobody. Se Svobodovou armádou prošel karpatsko-dukelskou operací a dostal se do vlasti svých předků. Po skončení války byli příslušníci čs. armády dislokováni v Žatci. Tam jej roku 1947 následovala i rodina. Při zaměstnání si dodělal vysokou školu a stal se středoškolským profesorem v Žatci.
Již během války se stal se dopisovatelem Našeho vojska i deníku Za svobodné Československo a v psaní pokračoval i po příchodu do Československa. Zabýval se osudy vojáků na frontě, sbíral jejich vzpomínky, příběhy. Byl jedním z autorů, díky nimž se zachovala historie Volyňáků. Kromě uvedených publikací se podílel i na sborníku Dukla věčně živá. V listopadu 2018 byl společně se svou sestrou Marií posmrtně oceněn titulem Spravedlivý mezi národy.